# Čínské muzeum umění
Čínské muzeum umění (nazývané také Čínský palác umění nebo původním názvem Šanghajské muzeum umění) je muzeum moderního čínského umění se sídlem ve čtvrti Pchu-tung v Šanghaji. Muzeum sídlí v bývalém čínském pavilonu Expo 2010 a je jedním z největších uměleckých muzeí v Asii.
Vzniklo jako Šanghajské muzeum umění v roce 1956 v bývalé restauraci a bylo přestavěno v roce 1986. Dne 18. března 2000 bylo přesunuto do budovy bývalého závodiště na Lidovém náměstí, kde byla až do roku 1997 umístěna Šanghajská knihovna. Tím se jeho výstavní plocha zvětšila z 2200 na 5800 metrů čtverečních.
Šanghaj od 1. května do 31. října 2010 hostila výstavu Expo 2010 a čínský pavilon navštívilo téměř 17 milionů návštěvníků. Dne 13. listopadu 2011 město Šanghaj oznámilo, že pavilon se stane novým domovem muzea, jež bude přejmenováno na Čínské muzeum umění, zatímco jeho dosavadní budova bude přeměněna na muzeum současného umění zvané Elektrárna umění.
Obě muzea se otevřela 1. října 2012, na čínský státní svátek. Budova je více než desetkrát větší než její předchůdkyně.
Stavba čínského pavilonu pro Expo byla zahájena 28. prosince 2007 a byla dokončena 8. února 2010. Byl to nejdražší pavilon na veletrhu a stál odhadem 220 milionů USD. 63 metrů vysoký pavilon, nejvyšší stavba veletrhu Expo, byl kvůli své podobnosti s dávnými korunami označován jako „Koruna východu“. Objekt navrhl tým pod vedením architekta Che Ťing-tchanga. Tvar byl inspirován čínskou konzolí zvanou tou-kung a starověkými bronzovými kotli ting.
Muzeum má sbírku asi 14 000 uměleckých děl, zejména čínského moderního umění.